# Буенавіста (Саламанка)
Буенавіста (ісп. Buenavista) — муніципалітет в Іспанії, у складі автономної спільноти Кастилія-і-Леон, у провінції Саламанка. Населення — 202 особи (2010).
Муніципалітет розташований на відстані близько 160 км на захід від Мадрида, 24 км на південний схід від Саламанки.
На території муніципалітету розташовані такі населені пункти: (дані про населення за 2010 рік)
- Буенавіста: 86 осіб
- Калоко: 0 осіб
- Кото-де-Дон-Луїс: 0 осіб
- Лос-Махадалес: 2 особи
- Террадос: 9 осіб
- Вакеріль: 0 осіб
- Куатро-Кальсадас: 105 осіб

## Демографія
Динаміка населення (INE ):

## Зовнішні посилання
- Провінційна рада Саламанки: індекс муніципалітетів [Архівовано 23 квітня 2009 у Wayback Machine.]
- Посилання на Google Maps